# Gran Premio d'Italia 1973
Il Gran Premio d'Italia 1973, XLIV Gran Premio d'Italia e tredicesima gara del campionato di Formula 1 del 1973, si è svolto il 9 settembre sul Circuito di Monza ed è stato vinto da Ronnie Peterson su Lotus-Ford Cosworth, davanti al compagno di squadra Emerson Fittipaldi e a Peter Revson della McLaren. Al termine della gara Jackie Stewart diventò ufficialmente campione del mondo per la 3ª e ultima volta in carriera con due gare d'anticipo. Per la Tyrrell si trattò invece del 2º e ultimo titolo piloti della sua storia.

## Qualifiche
| Pos | No | Pilota               | Costruttore       | Squadra                        | Tempo   | Gap   |
| --- | -- | -------------------- | ----------------- | ------------------------------ | ------- | ----- |
| 1   | 2  | Ronnie Peterson      | Lotus-Ford        | John Player Team Lotus         | 1:34.80 |       |
| 2   | 8  | Peter Revson         | McLaren-Ford      | Yardley Team McLaren           | 1:35.29 | +0.49 |
| 3   | 7  | Denny Hulme          | McLaren-Ford      | Yardley Team McLaren           | 1:35.45 | +0.65 |
| 4   | 1  | Emerson Fittipaldi   | Lotus-Ford        | John Player Team Lotus         | 1:35.68 | +0.88 |
| 5   | 24 | Carlos Pace          | Surtees-Ford      | Brooke Bond Oxo Team Surtees   | 1:36.06 | +1.26 |
| 6   | 5  | Jackie Stewart       | Tyrrell-Ford      | Elf Team Tyrrell               | 1:36.10 | +1.30 |
| 7   | 4  | Arturo Merzario      | Ferrari           | Scuderia Ferrari SpA SEFAC     | 1:36.37 | +1.57 |
| 8   | 23 | Mike Hailwood        | Surtees-Ford      | Brooke Bond Oxo Team Surtees   | 1:36.44 | +1.64 |
| 9   | 9  | Rolf Stommelen       | Brabham-Ford      | Ceramica Pagnossin Team MRD    | 1:36.54 | +1.74 |
| 10  | 10 | Carlos Reutemann     | Brabham-Ford      | Motor Racing Developments Ltd  | 1:36.55 | +1.75 |
| 11  | 6  | François Cevert      | Tyrrell-Ford      | Elf Team Tyrrell               | 1:36.58 | +1.78 |
| 12  | 15 | Mike Beuttler        | March-Ford        | Clarke-Mordaunt-Guthrie Racing | 1:36.67 | +1.87 |
| 13  | 20 | Jean-Pierre Beltoise | BRM               | Marlboro BRM                   | 1:36.88 | +2.08 |
| 14  | 3  | Jacky Ickx           | Ferrari           | Scuderia Ferrari SpA SEFAC     | 1:36.99 | +2.19 |
| 15  | 21 | Niki Lauda           | BRM               | Marlboro BRM                   | 1:37.26 | +2.46 |
| 16  | 11 | Wilson Fittipaldi    | Brabham-Ford      | Motor Racing Developments Ltd  | 1:37.30 | +2.50 |
| 17  | 28 | Rikky von Opel       | Ensign-Ford       | Team Ensign                    | 1:37.40 | +2.60 |
| 18  | 19 | Clay Regazzoni       | BRM               | Marlboro BRM                   | 1:37.58 | +2.78 |
| 19  | 17 | Jackie Oliver        | Shadow-Ford       | UOP Shadow Racing Team         | 1:37.81 | +3.01 |
| 20  | 25 | Howden Ganley        | Iso Marlboro-Ford | Frank Williams Racing Cars     | 1:38.13 | +3.33 |
| 21  | 16 | George Follmer       | Shadow-Ford       | UOP Shadow Racing Team         | 1:38.66 | +3.86 |
| 22  | 12 | Graham Hill          | Shadow-Ford       | Embassy Hill                   | 1:38.88 | +4.08 |
| 23  | 26 | Gijs Van Lennep      | Iso Marlboro-Ford | Frank Williams Racing Cars     | 1:39.24 | +4.44 |
| 24  | 29 | David Purley         | March-Ford        | LEC Refrigeration Racing       | 1:39.28 | +4.48 |
| 25  | 27 | James Hunt           | March-Ford        | Hesketh Racing                 | 1:39.82 | +5.02 |

## Gara
| Pos | No | Pilota               | Costruttore       | Giri | Tempo/Ritiro          | Pos. Griglia | Punti |
| --- | -- | -------------------- | ----------------- | ---- | --------------------- | ------------ | ----- |
| 1   | 2  | Ronnie Peterson      | Lotus-Ford        | 55   | 1:29:17.0             | 1            | 9     |
| 2   | 1  | Emerson Fittipaldi   | Lotus-Ford        | 55   | + 0.8                 | 4            | 6     |
| 3   | 8  | Peter Revson         | McLaren-Ford      | 55   | + 28.8                | 2            | 4     |
| 4   | 5  | Jackie Stewart       | Tyrrell-Ford      | 55   | + 33.2                | 6            | 3     |
| 5   | 6  | François Cevert      | Tyrrell-Ford      | 55   | + 46.2                | 11           | 2     |
| 6   | 10 | Carlos Reutemann     | Brabham-Ford      | 55   | + 59.8                | 10           | 1     |
| 7   | 23 | Mike Hailwood        | Surtees-Ford      | 55   | + 1:28.7              | 8            |       |
| 8   | 3  | Jacky Ickx           | Ferrari           | 54   | + 1 Giro              | 14           |       |
| 9   | 29 | David Purley         | March-Ford        | 54   | + 1 Giro              | 24           |       |
| 10  | 16 | George Follmer       | Shadow-Ford       | 54   | + 1 Giro              | 21           |       |
| 11  | 17 | Jackie Oliver        | Shadow-Ford       | 54   | + 1 Giro              | 19           |       |
| 12  | 9  | Rolf Stommelen       | Brabham-Ford      | 54   | + 1 Giro              | 9            |       |
| 13  | 20 | Jean-Pierre Beltoise | BRM               | 54   | + 1 Giro              | 13           |       |
| 14  | 12 | Graham Hill          | Shadow-Ford       | 54   | + 1 Giro              | 22           |       |
| 15  | 7  | Denny Hulme          | McLaren-Ford      | 53   | + 2 Giri              | 3            |       |
| NC  | 25 | Howden Ganley        | Iso Marlboro-Ford | 44   | Non Classificato      | 20           |       |
| Ret | 15 | Mike Beuttler        | March-Ford        | 34   | Cambio                | 12           |       |
| Ret | 21 | Niki Lauda           | BRM               | 33   | Incidente             | 15           |       |
| Ret | 19 | Clay Regazzoni       | BRM               | 30   | Iniezione             | 18           |       |
| Ret | 24 | Carlos Pace          | Surtees-Ford      | 17   | Gomma                 | 5            |       |
| Ret | 26 | Gijs Van Lennep      | Iso Marlboro-Ford | 14   | Surriscaldamento      | 23           |       |
| Ret | 28 | Rikky von Opel       | Ensign-Ford       | 10   | Surriscaldamento      | 17           |       |
| Ret | 11 | Wilson Fittipaldi    | Brabham-Ford      | 6    | Freni                 | 16           |       |
| Ret | 4  | Arturo Merzario      | Ferrari           | 2    | Sospensione           | 7            |       |
| DNS | 27 | James Hunt           | March-Ford        |      | Incidente nelle prove | 25           |       |

## Statistiche
Piloti
- 3º e ultimo titolo mondiale per Jackie Stewart
- 3° vittoria per Ronnie Peterson
- 15º e ultimo giro più veloce per Jackie Stewart

Costruttori
- 53° vittoria per la Lotus
- 10º giro più veloce per la Tyrrell

Motori
- 64° vittoria per il motore Ford Cosworth
- 170° podio per il motore Ford Cosworth

Giri al comando
- Ronnie Peterson (1-55)

## Classifiche

### Piloti
| Pos. | Pilota               | Punti |
| ---- | -------------------- | ----- |
| 1    | Jackie Stewart       | 69    |
| 2    | Emerson Fittipaldi   | 48    |
| 3    | François Cevert      | 47    |
| 4    | Ronnie Peterson      | 43    |
| 5    | Peter Revson         | 27    |
| 6    | Denny Hulme          | 23    |
| 7    | Carlos Reutemann     | 12    |
| 8    | Jacky Ickx           | 12    |
| 9    | James Hunt           | 8     |
| 10   | Carlos Pace          | 7     |
| 11   | Arturo Merzario      | 6     |
| 12   | Jean-Pierre Beltoise | 6     |
| 13   | George Follmer       | 5     |
| 14   | Andrea De Adamich    | 3     |
| 15   | Wilson Fittipaldi    | 3     |
| 16   | Niki Lauda           | 2     |
| 17   | Clay Regazzoni       | 2     |
| 18   | Chris Amon           | 1     |
| 19   | Gijs van Lennep      | 1     |

### Costruttori
| Pos. | Team              | Punti |
| ---- | ----------------- | ----- |
| 1    | Tyrrell-Ford      | 80    |
| 2    | Lotus-Ford        | 77    |
| 3    | McLaren-Ford      | 46    |
| 4    | Brabham-Ford      | 18    |
| 5    | Ferrari           | 12    |
| 6    | BRM               | 9     |
| 7    | March-Ford        | 8     |
| 8    | Surtees-Ford      | 7     |
| 9    | Shadow-Ford       | 5     |
| 10   | Tecno             | 1     |
| 11   | Iso Marlboro-Ford | 1     |